# Ким Ён Гвон
Ким Ён Гвон (рекомендуемая транскрипция имени по системе Концевича — Ким Ёнгвон, кор. 김영권; род. 27 февраля 1990[…], Чонджу) — южнокорейский футболист, защитник клуба «Ульсан Хёндэ» и сборной Южной Кореи.

## Карьера

### Клубная
Воспитанник университета Чонджу. Первым профессиональным клубом Ким Ён Гвона стал японский «Токио». Защитник провёл первый матч в команде 20 марта 2010 года против «Сересо Осаки», выйдя на игру в стартовом составе.
По итогам сезона ФК «Токио» покинул J-лигу, а Ким Ён Гвон перешёл в клуб «Омия Ардия».
Южнокорейский защитник дебютировал в «Омии» 6 марта 2011 года в игре против «Касимы Антлерс». С его передачи Ли Чхон Су открыл счёт в матче. Всего Ким Ён Гвон провёл за «Омию» 40 матчей, покинув клуб в июле 2012 года.
Следующим клубом в карьере Кима стал китайский «Гуанчжоу Эвергранд». Защитник впервые сыграл за новую команду 5 августа 2012 года в матче чемпионата Китая против «Тяньцзинь Тэда».
По итогам сезона 2012 Ким Ён Гвон в составе «Гуанчжоу Эвергранд» стал чемпионом Китая.

### В сборной
С 2008 по 2009 год Ким Ён Гвон выступал за молодёжную сборную Южной Кореи, в составе которой был участником чемпионата мира—2009. Защитник провёл на турнире 5 матчей и забил гол в ворота команды США.
В составе олимпийской сборной Южной Кореи Ким Ён Гвон участвовал в олимпийском футбольном турнире 2012, где сыграл все 6 матчей и завоевал вместе с командой бронзовые медали.
Ким Ён Гвон дебютировал в национальной сборной 11 августа 2010 года в товарищеском матче со сборной Нигерии.
В товарищеском матче с Сербией 3 июня 2011 года Ким забил свой первый гол за национальную сборную, а его же голевая передача на Пак Чу Ёна обеспечила Корее победу со счётом 2:1.
Защитник принимал участие в матчах отборочного турнира к чемпионату мира 2014.

## Достижения
Южная Корея
- Бронзовый призёр летних Олимпийских игр: 2012

«Гуанчжоу Эвергранд»
- Чемпион Китая: 2012, 2013, 2014, 2015
- Обладатель Кубка Китая: 2012
- Обладатель Суперкубка Китая: 2012

## Статистика
| Матчи Ким Ён Гвона за сборную Южной Кореи | Матчи Ким Ён Гвона за сборную Южной Кореи | Матчи Ким Ён Гвона за сборную Южной Кореи | Матчи Ким Ён Гвона за сборную Южной Кореи | Матчи Ким Ён Гвона за сборную Южной Кореи | Матчи Ким Ён Гвона за сборную Южной Кореи | Матчи Ким Ён Гвона за сборную Южной Кореи |
| №                                         | Дата                                      | Соперник                                  | Счёт                                      | Голы Ким Ён Гвона                         | Турнир                                    |                                           |
| ----------------------------------------- | ----------------------------------------- | ----------------------------------------- | ----------------------------------------- | ----------------------------------------- | ----------------------------------------- | ----------------------------------------- |
| 1                                         | 11 августа 2010                           | Нигерия                                   | 2:1                                       | —                                         | Товарищеский матч                         |                                           |
| 2                                         | 7 сентября 2010                           | Иран                                      | 0:1                                       | —                                         | Товарищеский матч                         |                                           |
| 3                                         | 25 марта 2011                             | Гондурас                                  | 4:0                                       | —                                         | Товарищеский матч                         |                                           |
| 4                                         | 3 июня 2011                               | Сербия                                    | 2:1                                       | 1                                         | Товарищеский матч                         |                                           |
| 5                                         | 7 июня 2011                               | Гана                                      | 2:1                                       | —                                         | Товарищеский матч                         |                                           |
| 6                                         | 10 августа 2011                           | Япония                                    | 0:3                                       | —                                         | Товарищеский матч                         |                                           |
| 7                                         | 11 октября 2011                           | ОАЭ                                       | 2:1                                       | —                                         | Отборочный матч ЧМ—2014                   |                                           |
| 8                                         | 14 ноября 2012                            | Австралия                                 | 1:2                                       | —                                         | Товарищеский матч                         |                                           |